# Jacob Flindt
Jacob Flindt (* 19. April 1768 in Nielstrup; † 12. Mai 1842 in Horsens) war ein dänischer Generalleutnant.

## Leben
Flindt war Sohn des Landrichters und Konferenzrates Henrik Flindt (1718–1790) und der Komtesse Frederikke Christina Holck (1725–1787), Tochter des Generalleutnants Graf Christian Christopher Holck (1698–1774).
Er begann seine höfische Laufbahn elfjährig als Page bei Prinzessin Sophie Friederike, wurde 1787 ihr Hofjunker und noch 1792 ihr Kammerjunker.
Bereits 1789 hatte er sein Patent zum Sekondeleutnant bei der Garde zu Pferd erhalten und avancierte 1792 zum Premierleutnant. Nachdem sich, mit dem frühen Tod der Erbprinzessin, seine Karrierechancen am Hof verringerten, widmete er sich ganz der Militärlaufbahn. Er blieb bei der berittenen Garde und stieg dort 1797 zum Rittmeister, 1806 zum Premiermajor, 1811 zum Oberstleutnant auf und wurde schließlich 1814 Kommandeur der „Prinz Ferdinand Dragoner“. Er begleitete in dieser Funktion und mit dem Regiment Prinz Friedrich von Hessen-Kassel nach Frankreich.
1821 wurde er Chef des Kavallerie-Regiments Baudissin. Er wurde 1831 zum Generalmajor und 1841 zum Generalleutnant befördert. 1834 wurde er Kommandeur des Dannebrogorden und erhielt zu seinem 50. Dienstjubiläum das Großkreuz dazu. Gleichzeitig wurde er Ehrenbürger von Horsens, wo er dann auch bis zu seinem Tod lebte.
Flindt war seit 1795 mit Louise Elphinston († 1818) vermählt.